# Jack Cummings (tenis)
Regner Olaf "Jack" Cummings  (8 de mayo de 1901 - 22 de enero de 1972) fue un tenista australiano.
Cummings quedó subcampeón por detrás de Jean Borotra en el Campeonato Australiano, el futuro Abierto de Australia, en 1928. También alcanzó las semifinales en 1931 y los cuartos de final en 1930. Cummings ganó el Campeonato de Queensland en 1926 y 1930.
Cummings se hizo profesional a finales de 1935.

## Finales de Grand Slam

### Singles (1 subcampeón)
| Resultado  | Año  | Campeonato               | Superficie | Oponente     | Puntuación              |
| ---------- | ---- | ------------------------ | ---------- | ------------ | ----------------------- |
| Subcampeón | 1928 | Campeonatos Australianos | Hierba     | Jean Borotra | 4–6, 1–6, 6–4, 7–5, 3–6 |